# Thomas Hobi
Thomas Hobi (Balzers, 20 giugno 1993) è un calciatore liechtensteinese, portiere del Balzers e della nazionale liechtensteinese.

## Statistiche

### Cronologia presenze e reti in nazionale
| Cronologia completa delle presenze e delle reti in nazionale ― Liechtenstein | Cronologia completa delle presenze e delle reti in nazionale ― Liechtenstein | Cronologia completa delle presenze e delle reti in nazionale ― Liechtenstein | Cronologia completa delle presenze e delle reti in nazionale ― Liechtenstein | Cronologia completa delle presenze e delle reti in nazionale ― Liechtenstein | Cronologia completa delle presenze e delle reti in nazionale ― Liechtenstein | Cronologia completa delle presenze e delle reti in nazionale ― Liechtenstein | Cronologia completa delle presenze e delle reti in nazionale ― Liechtenstein |
| Data                                                                         | Città                                                                        | In casa                                                                      | Risultato                                                                    | Ospiti                                                                       | Competizione                                                                 | Reti                                                                         | Note                                                                         |
| ---------------------------------------------------------------------------- | ---------------------------------------------------------------------------- | ---------------------------------------------------------------------------- | ---------------------------------------------------------------------------- | ---------------------------------------------------------------------------- | ---------------------------------------------------------------------------- | ---------------------------------------------------------------------------- | ---------------------------------------------------------------------------- |
| 8-6-2019                                                                     | Erevan                                                                       | Armenia                                                                      | 3 – 0                                                                        | Liechtenstein                                                                | Qual. Euro 2020                                                              | -3                                                                           |                                                                              |
| 11-6-2019                                                                    | Vaduz                                                                        | Liechtenstein                                                                | 0 – 2                                                                        | Finlandia                                                                    | Qual. Euro 2020                                                              | -2                                                                           |                                                                              |
| 11-11-2020                                                                   | Ta' Qali                                                                     | Malta                                                                        | 3 – 0                                                                        | Liechtenstein                                                                | Amichevole                                                                   | -3                                                                           |                                                                              |
| 17-11-2020                                                                   | Gibilterra                                                                   | Gibilterra                                                                   | 1 – 1                                                                        | Liechtenstein                                                                | UEFA Nations League 2020-2021 - 1º turno                                     | -1                                                                           |                                                                              |
| 7-6-2021                                                                     | Tórshavn                                                                     | Fær Øer                                                                      | 5 – 1                                                                        | Liechtenstein                                                                | Amichevole                                                                   | -5                                                                           |                                                                              |
| Totale                                                                       |                                                                              | Presenze                                                                     | 5                                                                            |                                                                              | Reti                                                                         | -14                                                                          |                                                                              |